# 슬러그테라
슬러그테라(Slugterra)는 Asaph Fipke가 만든 캐나다 애니메이션 텔레비전 시리즈로, DHX Media의 자회사인 캐나다 애니메이션 스튜디오 Nerd Corps Entertainment에서 제작하였다.